# Verbludes
Verbludes (также используется написание «Верблюдес») — российский музыкальный коллектив, основанный в 2016 году Антоном Бруновым и Александром Камодом. Группа играет музыку в жанрах инди-рок, дрим-поп и тви-поп.
Группа выпустила три студийных альбома — V. (2017), ALBUM (2019) и «Ау» (2021), участвовала в ряде российских музыкальных фестивалей и снялась в кино-альманахе «Весна» (2022).

## История
Антон Брунов основал группу в 2016 году вместе с другом Александром Камодом. Первой песней группы стала композиция «Быть тебе интересным», ранее написанная Антоном.
Просто хотелось создать группу, которая будет поднимать настроение и нам, и другим людям. Потому что я почувствовал острую нехватку в добрых хороших группах, которые несут что-то светлое.Антон Брунов в интервью Syg.ma
Первый сингл группы, «Угадай», вышел  8 августа 2016 года, а дебютный альбом V. в 2017 году. Изначально синглы и альбомы Verbludes выходили на Санкт-Петербургском инди-лейбле Saint-Brooklynsburg Record Club. Группа участвовала в музыкальных фестивалях Stereoleto, JagerVibes, «Дикая Мята», «Боль», Motherland, Faces & Laces и «Выгорание».
В 2018-2019 годах различные артисты и представители музыкальной индустрии причисляли Verbludes к «фрешменам» — перспективным представителям «новой волны» в российской музыке.
В апреле 2018 года группа презентовала новый мини-альбом Supernova, а в 2019 году вышел второй студийный альбом ALBUM. Осенью 2019 года из Verbludes ушёл гитарист Андрей Романов. Его место занял Борис Полухин, ранее игравший в группе mooptheband, которая также распалась в конце 2019 года. В новом составе Verbludes приступили к написанию нового альбома «Ау», который вышел в 2021 году.
Весной 2022 года группа снялась в чёрно-белом музыкальном кино-альманахе «Весна» в рамках проекта Beat Film Festival. По словам Лены Бабушкиной из «Большого города», картина объединила «музыкантов, чьи песни, написанные до февраля 2022 года, вдруг стали звучать по-новому пронзительно и приобрели важное значение» в контексте вторжения России на Украину. В своём сегменте Verbludes исполнили композицию Оh my God (рус. Боже мой).
С этого же года группа на некоторое время перестала давать концерты, но вернулась на сцену в сентябре 2023 года, презентовав новый сингл «Когда мы вместе».

## Музыкальный стиль
Verbludes играют в жанрах тви-поп и дрим-поп. Музыку и песни чаще всего описывают, как добрую и тёплую. «Афиша» отзывалась о музыке Verbludes как о «солнечной лоу-фай романтике», а портал The Flow писал, что группа играет «беззаботный летний инди-рок». При этом отмечают, что названия песен зачастую более тревожные — «Кошмары», «Долги», «Будильник».
Группа отмечает, что концепт первых двух альбомов V. и ALBUM заключался в том, чтобы играть музыку, которая «поднимает настроение» слушателям, в то время как в третьем альбоме «Ау» вышла музыка «для тех, кому грустно».

### Написание песен
Тексты песен преимущественно пишет вокалист и гитарист Антон Брунов. В том числе текст песни «Танчес», которая поётся от женского лица, был также написан Антоном. В третьем альбоме «Ау» в написании текстов также дебютировала Татьяна Тютюнникова (композиции «Будильник» и «Печаль»).

## Живые выступления
На концертах для оформления сцены группа часто использует картонные фигуры, вручную вырезанные наклейки и другую DIY-атрибутику, которую во время туров перевозит между городами. Антон Брунов объясняет это эстетикой дружеского группе лейбла Saint-Brooklynsburg и тем, что Verbludes вдохновляются 1990-ми.
Барабанщик Verbludes, Александр Камод, также играет в другой российской рок-группе ssshhhiiittt! Коллективы периодически поддерживают друг друга на концертах: так вокалист ssshhhiiittt!, Никита Кислов, выступал вместе с Verbludes на их концерте, а Verbludes выступали на разогреве перед ssshhhiiittt!
Иногда группа даёт концерты с акустическими версиями своих песен и периодически выступает бесплатно.

## Дискография

### Альбомы
- V. (2017)
- ALBUM (2019)
- «Ау» (2021)

### Мини-альбомы
- Supernova (2018)

### Синглы
- «Угадай» (2016)
- «долги» (2017)
- «Кошмары» (2017)
- «Залип?» (2019)
- «хоумис» (2019)
- HILL (2020)
- «Разбегаясь» (2020)
- «Я не хочу» (2020)
- «Зачем?» (2021, совместно с группой «Саммер Кома»)
- «Планета» (2022)
- Oh my God (2022)
- «Когда мы вместе» (2023)
- «Метроном» (2023, совместно с группой «Свидание»)

## Состав группы

### Текущий состав
- Антон Брунов — вокалист, гитарист
- Татьяна Тютюнникова — вокалист, басист
- Борис Полухин — гитарист
- Александр Камод — ударные
- Агата Щеблецова — духовые

### Бывшие участники
- Андрей Романов — гитарист